# Torrent de Taconnaz
Le torrent de Taconnaz est un torrent de France situé en Haute-Savoie, dans la vallée de Chamonix.

## Géographie
Il nait des eaux de fonte au front glaciaire du glacier de Taconnaz vers 2 200 mètres d'altitude et se jette dans l'Arve à 990 mètres d'altitude après une course de 2,19 kilomètres. En arrivant dans le fond de la vallée de Chamonix, il est bordé en rive droite par d'importants dispositifs paravalanches.

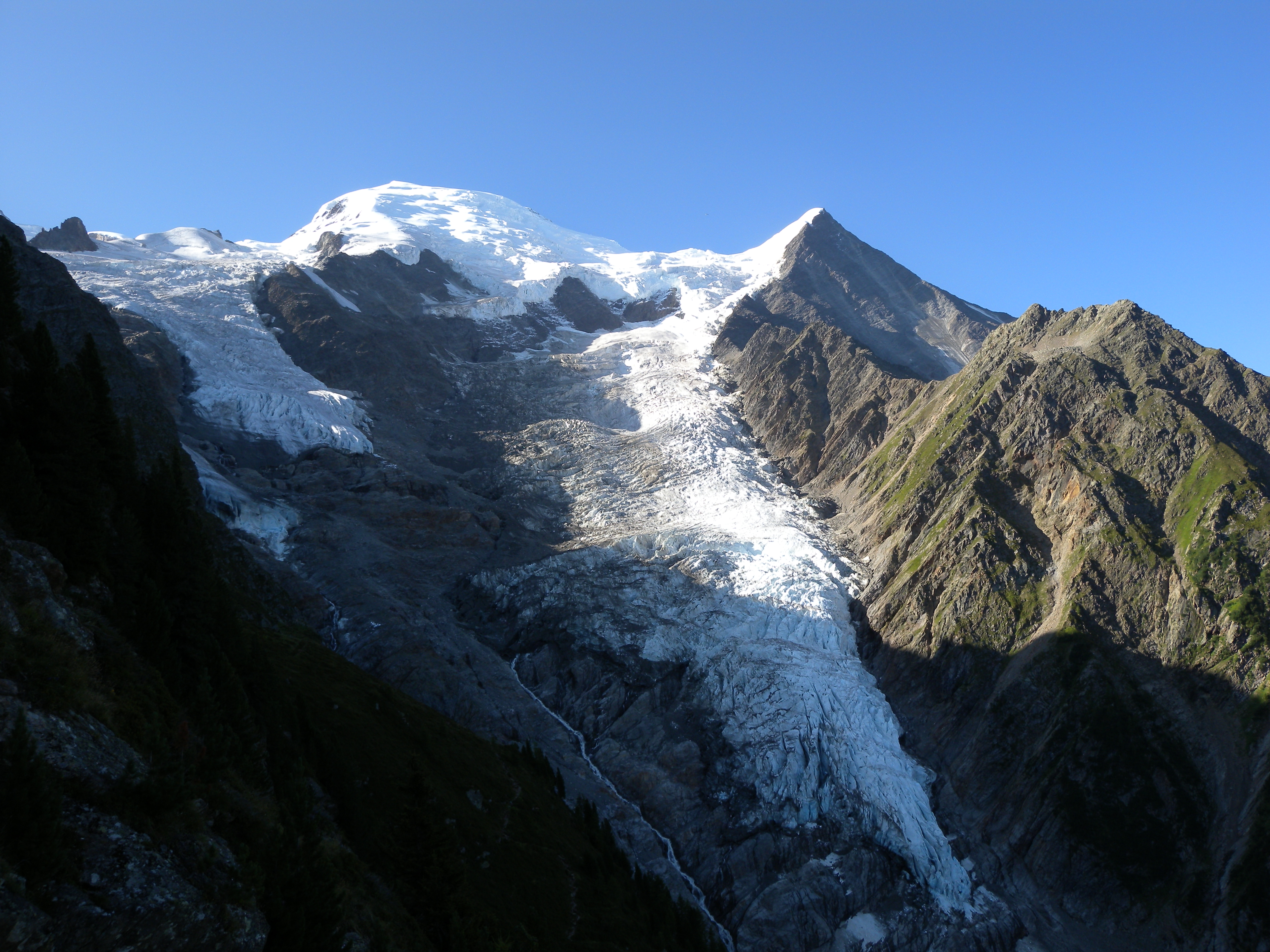
Le torrent s'échappant du glacier de Taconnaz dominé par le dôme et l'aiguille du Goûter.